# Ritratto di Bartolomeo Bonghi
Il ritratto di Bartolomeo Bonghi  è un dipinto a olio su tela realizzato da Giovan Battista Moroni e conservato presso il Metropolitan Museum of Art di New York.

## Storia
Il prelato Bartolomeo Bonghi raffigurato nel dipinto, proveniva da un'importante famiglia bergamasca. Laureato in diritto civile e canonico, insegnò all'Università di Pavia; fu canonico, primicerio della cattedrale di Sant'Alessandro, protonotario apostolico, conte e cavaliere, un personaggio di tutto rilievo sul territorio bergamasco. La sua data di morte viene rilevata dal suo testamento redatto il 27 settembre 1584.
Il dipinto fu indicato dal Marenzi presente nella casa dei conti Brembati nel 1824 come assai bizzarro e ben conservato. L'anno successivo lo rivide ripulito e migliorò il suo giudizio: sublime ritratto di casa Brembati in quest'anno fu ripulito, ed anche un po' troppo dal Signor Deleide, che vi trovò e vi scoperse la leggenda essere uno della famiglia Bonghi. La particolarità del dipinto sta anche nella scritta che era posta a destra con il blasone che riporta BONDUS I.V.D.-CAN.US ET PRIMICER.US., CATH.BERG-PROTHONOT.AP[OSTO]LICUS, COMES, ET AEQU.ES. ANNO, DNI.MDLXXXIV. La data indicherebbe l'anno di morte del Bonghi, successiva alla data di morte dell'artista, per questo il Marenzi ritenne che chi aveva eseguito il restauro ne avesse aggiunto una X, e ne avesse comunque eseguito una pulitura eccessiva che aveva creato squilibri tra le parti luminose e quelle in ombra. 
La tela fu venduta all'inglese S. Jones per la cifra di 120 luigi, nel 1833. Venne venduto all'asta di Christie's l'8 maggio 1852 per un valore di 246,15 sterline a mister Talbot che la concesse in collezione a Henri Labouchère nel 1854. Dal 1869 la tela divenne di proprietà di Edward Stanley, successivamente di Langton Douglas e nel 1913 acquistata dal museo newyorchese. 
Nel 1970 il dipinto venne esposto a Boston, nel 1975 a Leningrado e Mosca. Vi sono altre copie del dipinto conservate una a Budapest, e una a Praga ritenuta di anonimo italiano anche se alcuni critici la collegherebbero al Salmeggia.
Nel 1939 Caversazzi indica la presenza di un'ulteriore copia a Bergamo sempre del Salmeggia che molto probabilmente è conservato in una collezione privata. Il restauro del 1991 ha rimosso lo stemma e la scritta posta a destra che era sicuramente fuori tempo e che ha ridato pienezza al dipinto, ha però eliminato una parte della sua storia.

### Bartolomeo Bonghi
Il Bonghi fu un prelato e dottore in diritto civile e canonico. Proveniente da una famiglia storicamente importante nella cittadina orobica, era infatti conte e cavaliere come titoli di famiglia, aveva nel tempo del Moroni una particolare rilevanza.
Molte furono le sue cariche pubbliche, da canonico a primacerio della basilica alessandrina, a docente dell'Università di Pavia dove assunse il ruolo di rettore in giovanissima età: ut qui de novo homine sperandum sit omnes intelligant. 
Camillo Plauzio Pezone gli dedicò la prima pubblicazione del Commentaria «Clarissimo viro Bartholomeo Bongo Bergomensi / Iu. U. D. Ti cinensi Gymnasiarche» nel 1553, anno della sua nomina a rettore. Il periodo di rettorato del Bonghi fu però caratterizzato da molte controversie fra i docenti, tanto che il Pezone nella sua dedica, lo difende dagli attacchi che aveva ricevuto.
Da una relazione del 29 giugno del 1553 del Bonghi si rileva quanto fosse successo tra i docenti universitari: «stavansi (...) il figlio del Prefetto del Castello di Milano, spagnuolo, ed il nobile Prospero Speciani, figlio del Senatore Gio. Battista, ambidue studenti». si deduce che il Prospero fosse vicino al celebrante mentre più lontano il figlio del Prefetto, «Venne al primo il ticchio di far dire allo Speciani di tirarsi alquanto in disparte, che gli impediva di vedere il celebrante», ma il Prospero non si mosse, «il malconsigliato spagnuolo, che intendeva la religione e il diritto a modo suo» dopo aver intimato qualcosa all’orecchio di un suo servo, si avvicinò allo Speciani, e «accennando di parlargli, il fè volgere: e die degli in un attimo una solenne ceffata, mentre i suoi servi a spada sguainata assalivano lo Speciani», che, a sua volta armato, rispondeva alle minacce dello spagnolo, il quale, «sebbene in abito lungo, aveva in quel momento brandita una spada, portagli da’ suoi». Lo scontro obbligò il Bonghi a scrivere una lettera al re raccontando della prepotenza dello spagnolo, con il risultato di impedire a questi l'ingresso non solo nell'università, ma anche della cittadina, cosa che dovette fare anche il Prospero per evitare che l'accaduto avesse ulteriori conseguenze tra le diverse fazioni.. 
Il Bonghi era rettore quando Carlo Borromeo entrò come studente all'università. La data della sua morte è rilevata dall'atto testamentario del 27 settembre 1584.

## Descrizione
La tela che raffigura il prelato Bartolomeo Bonghi, ha avuto numerosi rimaneggiamenti è però da considerarsi una delle migliori opere ritrattistiche dell'artista albinese, ed è un omaggio alla carica di rettore del soggetto del 1563 evidenziato in ogni particolare, dal libro che tiene in mano, alla configurazione del paesaggio alla finestra, all'età che il personaggio raffigura sicuramente sufficientemente giovanile.
Bartoloneo Bonghi è raffigurato di tre quarti, seduto su una dantesca, ma con lo sguardo frontale, rivolto all'osservatore, nell'atto di aver temporaneamente abbandonato la lettura del libro che tiene in mano e di cui tiene indice con il dito medio, perché disturbato da una presenza. La capigliatura riccia sfugge dal copricapo, e la barba rossiccia è folta e ben curata. Il soggetto è sicuramente un uomo di particolare rilievo pubblico. 
Sul frontespizio del libro è leggibile la scritta PLAV I. sup.I. / I.ff.si q[ui]s Ius / dic[enti]. non obtempe[raverit]; indicherebbe l'opera di Camillo Plauzio Pezone, docente ordinario di diritto civile a Pavia, opera pubblicata nel 1553, anno in cui il Bonghi era rettore universitario. Il Moroni fa quindi omaggio alla sua carica, anche se con datazione precedente la realizzazione del dipinto. Questo particolare creerà difficoltà nella giusta collocazione temporale del dipinto, che però, per le sue caratteristiche di materiale e di qualità è conferibile al 1561-1562.
Il Moroni cura moltissimo i particolari dell'abbigliamento del prelato. Indossa una ricca zimarra nera di raso, ornata con un'ampia pelliccia da dove compaiono i profili bianchi del colletto e della camicia arricciati. Sul capo porta un berretto piuttosto floscio a forma di tricorno di velluto
A destra del soggetto si apre una luminosa finestra dove è visibile la torre del palazzo del comune e i fabbricati vicini. La torre è raffigurata in uno stato di abbandono, cresce infatti una pianta sulla sua cima. Sicuramente al tempo della realizzazione dell'opera la torre non aveva più queste caratteristiche, ma il Moroni volle identificare il tempo di quando il Bonghi era rettore a Pavia, tutta la tela è quindi un rendere omaggio al prelato bergamasco, probabilmente molto considerato al tempo dell'artista.